# Маслово (Выборгский район)
Маслово (до 1948 года Янтула, фин. Jantula) — посёлок в Каменногорском городском поселении Выборгского района Ленинградской области.

## Название
По решению колхозников колхоза «Слава героям» зимой 1948 года деревне Янтула было присвоено наименование Маслово, которое, предположительно, было образовано от фамилии погибшего воина.

## История

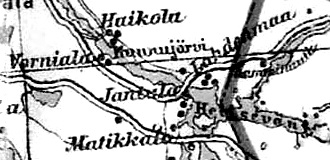
Деревня Янтула на финской карте 1923 года

В 1928 году население деревни составляло 243 человека.
До 1939 года деревня Янтула входила в состав волости Кирву Выборгской губернии Финляндской республики.
С 1 января 1940 года — в составе Карело-Финской ССР.
С 1 июля 1941 года по 31 мая 1944 года финская оккупация.
С 1 ноября 1944 года — в составе Сайральского сельсовета Яскинского района.
С 1 октября 1948 года — в составе Бородинского сельсовета Лесогорского района. 
С 1 января 1949 года учитывается административными данными как деревня Маслово. В ходе укрупнения хозяйства к деревне были присоединены соседние селения Лахденмаа, Матиккала, Хейккола и Варниала.
С 1 декабря 1960 года — в составе Выборгского района. 
По данным 1966, 1973 и 1990 годов посёлок Маслово входил в состав Бородинского сельсовета.
В 1997 году в посёлке Маслово Бородинской волости проживали 107 человек, в 2002 году — 94 человека (русские — 95 %).
В 2007 году в посёлке Маслово Каменногорского ГП проживали 87 человек, в 2010 году — 89 человек.

## География
Посёлок расположен в северо-восточной части района на автодороге 41К-185 (Комсомольское — Приозерск).
Расстояние до административного центра поселения — 25 км. Расстояние до районного центра — 34 км.
Расстояние до ближайшей железнодорожной станци Бородинское — 10 км. 
Посёлок находится на северном берегу озера Любимовское и южном берегу озера Лунное. Через посёлок протекает река Дымовка.

## Демография
| 2007 | 2010 | 2017 | 2021 |
| ---- | ---- | ---- | ---- |
| 87   | ↗89  | ↘80  | ↗96  |

## Улицы
Дачная, Заветная, Изогнутая, Лесная, Лунная, Любимовский проезд, Новая, Озёрная, Приозёрный переулок, Солнечная, Спортивная, Центральная, Ясный проезд.